# Číhalín
Číhalín (en allemand : Tschichalin) est une commune du district de Třebíč, dans la région de Vysočina, en République tchèque. Sa population s'élevait à 206 habitants en 2020.

## Géographie
Číhalín se trouve à 8 km au nord-ouest de Třebíč, à 22 km au sud-est de Jihlava et à 134 km au sud-est de Prague.
La commune est limitée par Červená Lhota au nord, par Okřešice à l'est, par Třebíč au sud-est, par Nová Ves au sud, et par Přibyslavice à l'ouest.

## Histoire
La première mention écrite de la localité date de 1566.

## Transports
Par la route, Číhalín se trouve à 10 km de Třebíč, à 27 km de Jihlava et à 158 km de Prague.